# Vernon V. Aspaturian
Vernon V. Aspaturian (* 16. Februar 1922 in Armavir; † 1. August 2007 in Los Angeles) war ein US-amerikanischer Politikwissenschaftler und Hochschullehrer.

## Leben und Wirken
Vernon V. Aspaturian kam bereits als kleines Kind 1923 mit seinen Eltern in die USA und besuchte Schulen in Los Angeles. Anschließend ging er zum Militärdienst. Noch während des Zweiten Weltkriegs begann er das Studium der Politikwissenschaft an der University of California, Los Angeles. Dieses Studium setzte er nach seiner Entlassung aus dem Militärdienst nach dem Krieg fort. Seine erste Abschlussprüfung absolvierte er 1947. Im Jahre 1951 promovierte er in Los Angeles zum Ph.D. Wegen des Koreakriegs wurde er sogleich wieder als Soldat einberufen und kehrte 1952 in das akademische Leben zurück. Im gleichen Jahr begann seine 40-jährige Tätigkeit als Hochschullehrer an der Pennsylvania State University. In diese Zeit als Professor für Politikwissenschaft fielen etliche Auslandsaufenthalte und Gastprofessuren an verschiedenen Universitäten. 1992 trat Aspaturian in den Ruhestand und lebte bis zu seinem Tod in Los Angeles.
Aspaturian war ein Experte auf dem Gebiet der politikwissenschaftlichen Forschung über die Sowjetunion, insbesondere ihrer Außenpolitik. Hierzu legte er zahlreiche Veröffentlichungen vor.

## Veröffentlichungen (Auswahl)
- The contemporary doctrine of the Soviet State and its philosophical foundations. In: American political science review, Bd. 48 (1954), S. 1031–1057.

- The Union Republics and Soviet diplomacy. Concepts, institutions, and practices. In: American political science review, Bd. 53 (1959), S. 383–411.

- The Union Republics in Soviet diplomacy. A study of Soviet federalism in the service of Soviet foreign policy. Droz, Genève 1960 (Reprint: Greenwood Press, Westport, Conn. 1984, ISBN 0-313-24368-9).
- The Soviet Union in the world communist system (= Harvard institution studies, Bd. 13). Hoover Institution, Stanford 1966.
- Moscow's foreign policy. In: Survey. A journal of Soviet and East European studies, Jg. 1967, S. 35–60.
- (Mitautor): The changing face of communism in Eastern Europe. University of Arizona Press, Tucson 1970.
- Process and power in soviet foreign policy. Little, Boston 1971.
- (Mitautor): Modern political systems. Europe. 3. ed. Prentice-Hall, Englewood Cliffs, NJ 1972, ISBN 0-13-597161-6.
- Moscow's options in a changing world. In: Problems of communism, Bd. 21 (1972), S. 1–20.
- The metamorphosis of the "Socialist Commonwealth". In: Hannelore Horn (Hrsg.): Sozialismus in Theorie und Praxis. Festschrift für Richard Löwenthal zum 70. Geburtstag am 15. April 1978. De Gruyter, Berlin 1978, S. 247–320, ISBN 3-11-007221-1.
- Gibt es einen militärisch-industriellen Komplex in der Sowjetunion? In: Dieter S. Lutz (Hrsg.): Die Rüstung der Sowjetunion (= Militär, Rüstung, Sicherheit, Bd. 1). Nomos, Baden-Baden 1979, S. 231–272, ISBN 3-7890-0482-0.
- (Hrsg.): Eurocommunism between East and West. Indiana University Press, Bloomington 1980, ISBN 0-253-32346-0.
- Soviet global power and the correlation of forces. In: Problems of communism, Bd. 29 (1980), S. 1–18.
- The Soviet Union as a global power. In: The Korean journal of international studies, Bd. 12 (1980/81), H. 1, S. 5–41.
- The anatomy of the Soviet empire. Vulnerabilities and strengths. In: Keith A. Dunn (Hrsg.): Military strategy in transition. Defense and deterrence in the 1980s. Westview Press, Boulder, Colo. 1984, S. 97–146, ISBN 0-86531-789-5.
- Eastern Europe in world politics. In: Teresa Rakowska-Harmstone (Hrsg.): Communism in Eastern Europe. 2. ed. Indiana University Press, Bloomington 1984, S. 8–49, ISBN 0-253-31391-0.
- Soviet foreign policy from crossroads to crossroads. In: Stefan Bethlen (Hrsg.): Europe and the superpowers. Westview Press, Boulder, Colo. 1985, S. 55–75, ISBN 0-86531-887-5.
- Continuity and change in Soviet party-military relations. In: Jeffrey Simon (Hrsg.): Security implications of nationalism in Eastern Europe. Westview Press, Boulder, Colo. 1986, S. 217–255, ISBN 0-8133-7047-7.
- Gorbachev's "New Political Thinking" and foreign policy. In: Jiri Valenta (Hrsg.): Gorbachev's new thinking and Third World conflicts. Transaction Publ., New Brunswick 1989, S. 3–44, ISBN 0-88738-212-6.
- Farewell to Soviet foreign policy. In: Problems of communism, Bd. 40 (1991), H. 6, S. 53–62.
- (Mitautor): Foreign policy in world politics. 8. ed. Prentice Hall, Englewood Cliffs, NJ 1992, ISBN 0-13-335084-3.
- The collapse of communism in the USSR and Eastern Europe and its impact on developments in China and North Korea. In: The journal of East Asian affairs, Bd. 8 (1994), S. 256–295.
- Russia. A danger for tomorrow? In: Werner Kaltefleiter (Hrsg.): Conflicts, options, strategies in a threatening world 1994. Institute of Political Science, Kiel 1995, S. 39–66.